# Emmanuel Magnien
Emmanuel Magnien (nascido em 7 de maio de 1971) é um ex-ciclista de estrada francês, profissional de 1993 a 2003.
Antes de se tornar profissional, ele participou nos Jogos Olímpicos de 1992 em Barcelona.
Algumas de suas vitórias notáveis são o Tour de l'Avenir (1995), Tour Méditerranéen (1997), Grande Prêmio Ouverture La Marseillaise (2000) e Paris-Bruxelas (2001).

## Resultados nasGrandes Voltas

### Tour de France
- Sete participações:
  - 1994 DNF (16ª etapa)
  - 1995 DNF (9ª etapa)
  - 1996 DNF (12ª etapa)
  - 1998 DNF (10ª etapa)
  - 2000: 98º
  - 2001: 113º
  - 2002: 96º

### Giro d'Italia
- Duas participações:
  - 1993: 119º
  - 1995: DNF